# Anna G. Dostojewskaja

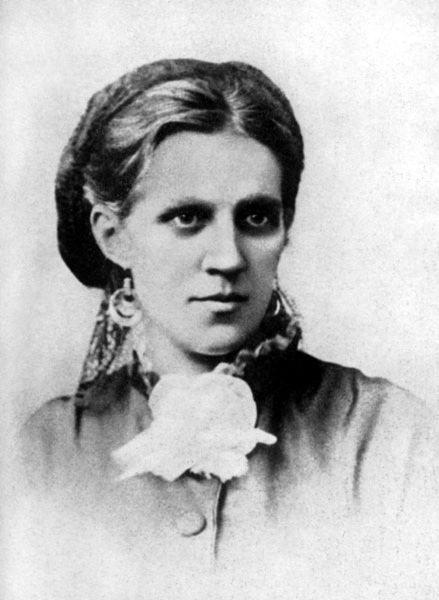
Anna Dostojewskaja, um 1870

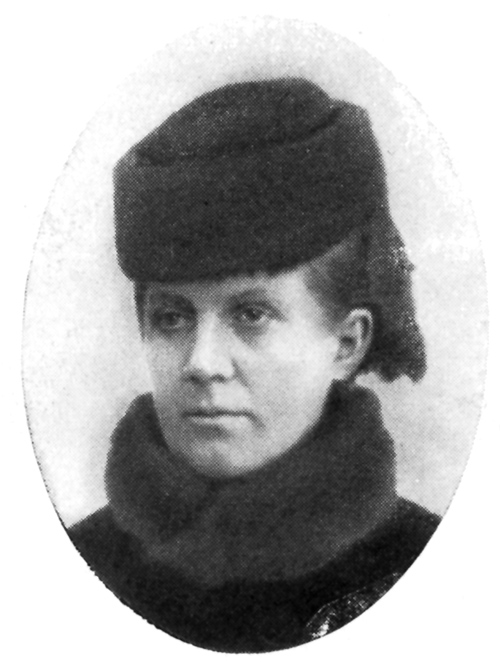
Anna Dostojewskaja, um 1880

Anna Grigorjewna Dostojewskaja, geborene Snitkina, (russisch Анна Григорьевна Достоевская; * 12. September 1846 in Sankt Petersburg; † 9. Juni 1918 in Jalta) war eine russische Stenographin, die sich für die Rechte und die Unabhängigkeit der Frauen einsetzte. Sie war die zweite Ehefrau von Fjodor Michailowitsch Dostojewski und eine bekannte russische Persönlichkeit.

## Leben
Als Schülerin lernte Anna Grigorjewna Snitkina, Tochter des ukrainischen Beamten Grigori Ivanovich Snitkin und seiner schwedischen Frau Maria Anna, Stenographie in der Schule. Sie war so gut, dass ihr Lehrer sie an Dostojewski vermittelte, um diesem bei der Niederschrift seines neuen Romans Der Spieler zu assistieren.
Sie begann am 4. Oktober 1866 ihre Zusammenarbeit. Dostojewski hatte für die Finanzierung einer Europareise bei dem Verleger Stellowski sein gesamtes Werk verpfändet. Stellowski forderte dafür die Fertigstellung bis zum 1. November. Die Lieferfrist wurde – obwohl Stellowski St. Petersburg zum 31. Oktober verließ, gerade um die Ablieferung unmöglich zu machen – eingehalten, da die Stenotypistin Anna auf den Einfall kam, das Manuskript bei einem Notar zu hinterlegen. Wenig später machte ihr der 25 Jahre ältere Dostojewski einen Heiratsantrag. Es folgten Besuche bei der Familie Snitkinas. Beide heirateten am 15. Februar 1867.
Dostojewskis unterhiel noch längere Zeit einen Briefkontakt mit Polina Suslowa aufrecht, obgleich Anna Suslowa als Rivalin fürchtete. Der Flirt, den er im Herbst und Winter 1864/65 mit Martha Brown hatte, war beendet.
Im April flohen sie vor Dostojewskis Gläubigern und seiner Familie nach Deutschland, Italien und der Schweiz. Sie hatte dafür ihre Aussteuer versetzt. In Baden-Baden verspielte Fjodor Dostojewski das wenige Geld sowie sogar Anna Dostojewskajas Kleider beim Roulette. Durch seine Arbeit in Genf, wo das Paar ein Jahr lebte, konnten sie sich finanziell wieder erholen.

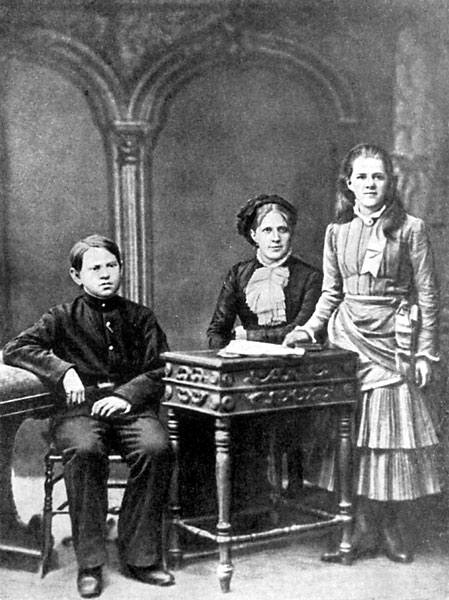
Anna Dostojewskaja mit den Kindern Fjodor und Ljubow, 1883

1871 kehrte das Ehepaar nach Russland zurück, und Anna übernahm alle finanziellen und vertraglichen Angelegenheiten ihres Mannes, der mit Hilfe seiner Ehefrau das Glücksspiel in Deutschland aufgegeben hatte. Ab 1873 organisierte sie Vertrieb und Druck seiner Bücher. Schließlich gründete sie 1880 den Versandhandel „Buchhandlung F. M. Dostojewski (nur für auswärtige Kunden)“, den sie – neuartig für die damalige Zeit – ohne Ladenlokal betrieb.
Bis 1879 waren alle Schulden getilgt. Nach dem Tod ihres Mannes 1881 verlegte Dostojewskaja eine Gesamtausgabe seiner Werke und erreichte damit ihre finanzielle Unabhängigkeit. Vom Geld für die Veröffentlichungen ihres Mannes kaufte sie einige Besitztümer auf der Krim und im Kaukasus.
Das Ehepaar hatte zusammen vier Kinder:
- Sofia (22. Februar–24. Mai 1868)
- Ljubow (1869–1926)
- Fjodor (1871–1922)
- Alexei (1875–1878)

Anna Dostojewskaja schloss ihr Buch Erinnerungen kurz vor ihrem eigenen Tod ab; es handelt sich um „die gemeinsame Lebensgeschichte in den 14 Jahren, während derer [Dostojewski] bis zu seinem Tode 1881 mit [ihr] zusammen lebte“ und ist „von hohem Interesse für das Thema der Selbsterfahrung  bei Epilepsie“.

## Publikationen (Auswahl)
- Erinnerungen. Aus dem Russischen übersetzt von Brigitta Schröder. Mit einem Nachwort von Gerhard Dudek, Rütten & Loening, Berlin 1976.
- Mein Leben mit Fjodor Dostojewski. Erinnerungen. Aus dem Russischen von Brigitta Schröder, für die vorliegende Ausgabe neu durchgesehen, erweitert und aktualisiert wurde sie von Ganna-Maria Braungardt, Aufbau Verlag, Berlin 2021, ISBN 978-3-351-03929-5.

## Literarische Rezeption
Leonid Zypkins 1982 veröffentlichter Roman Ein Sommer in Baden-Baden porträtiert Dostojewski und die Beziehung zu seiner zweiten Frau Anna auf ihrer Deutschlandreise 1867. Eingerahmt werden diese fiktiven Szenen durch die Recherchen eines Ich-Erzählers in den 1970er Jahren, der für seine Charakterisierungen biographische Materialien, das Tagebuch und die Erinnerungen Annas sowie Romanfiguren und -situationen des Schriftstellers nutzt. Der russische Titel Ljubit Dostojewskowo („Dostojewski lieben“) bezieht sich sowohl auf den Autor Zypkin als auch auf das Verhältnis der zwanzig Jahre jüngeren Frau zu ihrem mit einer schwierigen Persönlichkeitsstruktur ausgestatteten, problembehafteten Mann, dessen privates und schriftstellerisches Leben sie organisiert. Er ist das Zentrum ihres Lebens, seitdem sie als 20-Jährige in Sankt Petersburg aus Bewunderung für den berühmten Dichter seine Stenographin wurde. Bei ihm sucht sie nach einem Halt, der im Roman durch einen Schiffsmast symbolisiert wird, an den sie sich in schwierigen Situationen klammert.

## Sekundärliteratur
- Fjodor Michailowitsch Dostojewski: The letters of Dostoyevsky to his wife. London, Constable & co. Ltd., 1930. OCLC 1918208
- S. V. Belov: Zhena pisateli︠a︡: posledni︠a︡i︠a︡ li︠u︡bovʹ F.M. Dostoevskogo. Moskau: Sov. Rossii︠a︡, 1986. OCLC 15622209
- René Fülöp Miller, Friedrich Eckstein (Hrsg.): Die Lebenserinnerungen der Gattin Dostojewskis. Piper Verlag, München 1925.
- Nadezhda Gurʹeva-Smirnova: Anna Dostoevskai︠a︡: roman. Moskau: Sovremennyĭ pisatelʹ, 1993. ISBN 5-265-02308-9.
- Anatoliĭ Donov: Мария Констант, жена Достоевского. St. Petersburg: Omega/ArtStrim, 2004. ISBN 5-98361-009-0.
- N. F. Budanova; Institut russkoĭ literatury (Pushkinskiĭ dom); et al.: Biblioteka F.M. Dostoevskogo: opyt rekonstrukt︠s︡ii: nauchnoe opisanie. Sankt-Peterburg: Nauka, 2005. ISBN 5-02-028554-4
- Andrew D. Kaufman: The Gambler Wife: A True Story of Love, Risk, and the Woman Who Saved Dostoyevsky. Riverhead Books, New York 2021, ISBN 978-0-525-53714-4.
- Katka Räber-Schneider: Ljubóv Fjodorowna Dostojewskaja (1869–1926). In: Luise F. Pusch (Hrsg.): Töchter berühmter Männer. Neun biographische Portraits (= Insel TB. Band 979). Frankfurt am Main 1988, ISBN 3-458-32679-0, S. 421–450, hier: S. 435–439.